# Гулей Ольга Володимирівна
Ольга Володимирівна Гулей (нар. 10 травня 1962, Страшени, Молдова) —  українська майстриня декоративно-ужиткового мистецтва, науковиця, педагог. Член Національної спілки майстрів народного мистецтва України (1997) та Національної спілки краєзнавців України. Заслужений майстер народної творчості України (2008).

## Біографія
Народилась 10 травня 1962 року в Молдові в селищі Страшени.
Мистецькі навички успадкувала від бабусі Секлети, яка жила в селі Грабарівка на Пирятинщині і була доброю вишивальницею.
1988 року закінчила Львівський інститут декоративно-ужиткового мистецтва (нині —Львівська національна академія мистецтв), спеціальність «ткацтво».
Працювала різьбяркою по каменю на Київському художньому комбінаті (1981—1988), художницею на Сумському художньому комбінаті (1988— 2002).
З 2002 року Гулей викладає мистецькі дисципліни в Сумському державному педагогічному університеті Імені А. С. Макаренка). З 2008 року працює на посаді доцента факультету мистецтв (нині — Навчально-науковий інститут культури і мистецтв).
Член Національної спілки майстрів народного мистецтва України (1992), бере активну участь в роботі Сумського обласного осередка НСМНМУ.
Учасниця обласних, всеукраїнських, міжнародних виставок народного та декоративно-ужиткового мистецтва.
Персональні виставки в Сумах (1990, 1992, 1999, 2003, 2023), Києві (2003).
Роботи Ольги Гулей зберігаються в музеях України, приватних колекціях Великої Британії, Канади, Німеччини, Франції.

## Наукова робота
Досліджує українське народне мистецтво, традиційні народні промисли та ремесла Сумщини. Авторка навчального посібника «Декоративно-прикладне мистецтво» (Суми, 2010). понад 100 наукових публікацій з питань використання етнографічних матеріалів для розвитку особистості в системі мистецької освіти, краєзнавчої підготовки майбутніх вчителів образотворчого мистецтва.

## Художня творчість
Ольга Гулей працює в техниці традиційної народної вишивки, вибійки, різьблення по каменю.
Мисткиня оздоблює вишивкою рушники, серветки, скатертини, доріжки та одяг: чоловічі та жіночі сорочки, блузи, сукні, костюми. Використовуючи мотиви різних регіонів України, майстриня віддає перевагу орнаментам центральних областей, переважно полтавській вишивці.
Учасниця створення «Рушника національної єдності» (2007). Одна з авторів малюнка та концепції рушника «Сумщина — писанковий край», створеного в рамках обласної «Естафети праці та культури» (2007).
Опанувала техніку гаптування — вишивки золотими та срібними нитками. Створює сюжетні композиції на релігійну тематику: ікони-панно, фрагменти одягу священників та інші церковні атрибути.
Володіє технікою вибійки тканини. Методом ручного набивання майстриня створює принт — зображення на виріб, розробляючи безліч малюнків етнічного характеру, різного розміру та конфігурації, поєднані в орнаменти. Художниця створила колекцію з понад 50 власноручно виготовлених дошок (матриць) для друку на тканині.
Займається різьбленням по каменю, виробляє кулони, плакетки, іконки, сільнички, шкатулки, хрести, медалі, намисто, дукачі та ін. До 350-річчя м. Суми виготовила пам'ятний знак, присвячений засновнику міста Герасиму Кондратьєву.

## Відзнаки
- Заслужений майстер народної творчості України (2008).
- Подяка Сумської обласної ради (2019).
- Нагороджена пам’ятним нагрудним знаком Сумської міської ради «За досягнення в мистецтві»[6].

## Наукові публікації
- Декоративно-прикладне мистецтво : навчальний посібник / О. В. Гулей ;  / Сумський державний педагогічний ун-т ім. А. С. Макаренка. —Суми, 2010. — 152 с.
- З історії побутування дерев'яних виробів на Україні / О. В. Гулей, В. Р. Василець // Теорія та методика навчання суспільних дисциплін : науково-педагогічний журнал / Сумський державний педагогічний ун-т ім. А. С. Макаренка. — [Суми], 2018. — № 1 (6). — С. 132—135.
- Етнографічний аспект підготовки майбутнього вчителя обоазотворчого мистецтва: церковне шитво / О. В. Гулей, М. В. Никифоров // Теоретичні питання культури, освіти та виховання : зб. наук. праць. Вип. 32. — Київ ; Суми, 2007. — С. 32—35.
- Краєзнавча підготовка майбутнього вчителя образотворчого мистецтва: українська вишивка / О. В. Гулей // Сучасна мистецька освіта: реалії та перспективи. — Київ ; Суми : Сум ДПУ ім. А. С. Макаренка, 2004. — С. 7—17.
- Кролевецькі текстильні традиції у сучасному культурно-мистецькому просторі / О. Гулей // Функції дизайну в сучасному світі: виміри 2019 : матеріали міжнародної науково-практичної конференції (22—23 берез. 2019 р). — Суми, 2019. — С. 34— 36.
- Регіональний компонент у змісті підготовки майбутніх учителів образотворчого мистецтва: вишивка козацької доби на Сумщині / Ольга Гулей // Мистецька освіта в контексті європейської інтеграції : зб. наук. праць. — Суми ; Київ : Сум ДПУ ім. А. С. Макаренка, 2005. — С. 186—191.
- Традиції декоративно-прикладного мистецтва Північно-Східної України ХІХ початку ХХ століть у сучасних дизайнерських розробках / О. В. Гулей // Функції дизайну в сучасному світі: виміри 2018 : матеріали міжнародної науково-практичної конференції (22—23 берез. 2018 р.) — Суми, 2018. — С. 43—45.
- Художнє ткацтво ХІХ — початку ХХ століття в контексті актуалізації навчання декоративно-прикладного мистецтва в сучасному навчально-виховному процесі / О. В. Гулей // Теорія та методика навчання суспільних дисциплін : науково-педагогічний журнал / Сумський держ. пед. ун-т ім. А. С. Макаренка. — [Суми], 2018. — № 1 (6). — С. 26—30.